# Borsosmentaolaj
A borsosmentaolaj a borsmenta (Mentha piperita) növény illóolaja. Színtelen, könnyen mozgó, mentolszagú folyadék. Íze csípős, ugyanakkor hűsítő érzést kelt. Sűrűsége 0,897-0,912 g/cm³. A VIII. Magyar Gyógyszerkönyvben Menthae piperitae aetheroleum    néven hivatalos.  
 A borsmentaolajat gőz desztillációval nyerik ki, mely az illóolajok felszabadulását okozza. Ezeket az illóolajokat ezután a vízgőzzel együtt speciális hűtő spirálokba vezetik, ahol kondenzálódnak és konténerekbe gyűjtik őket össze.

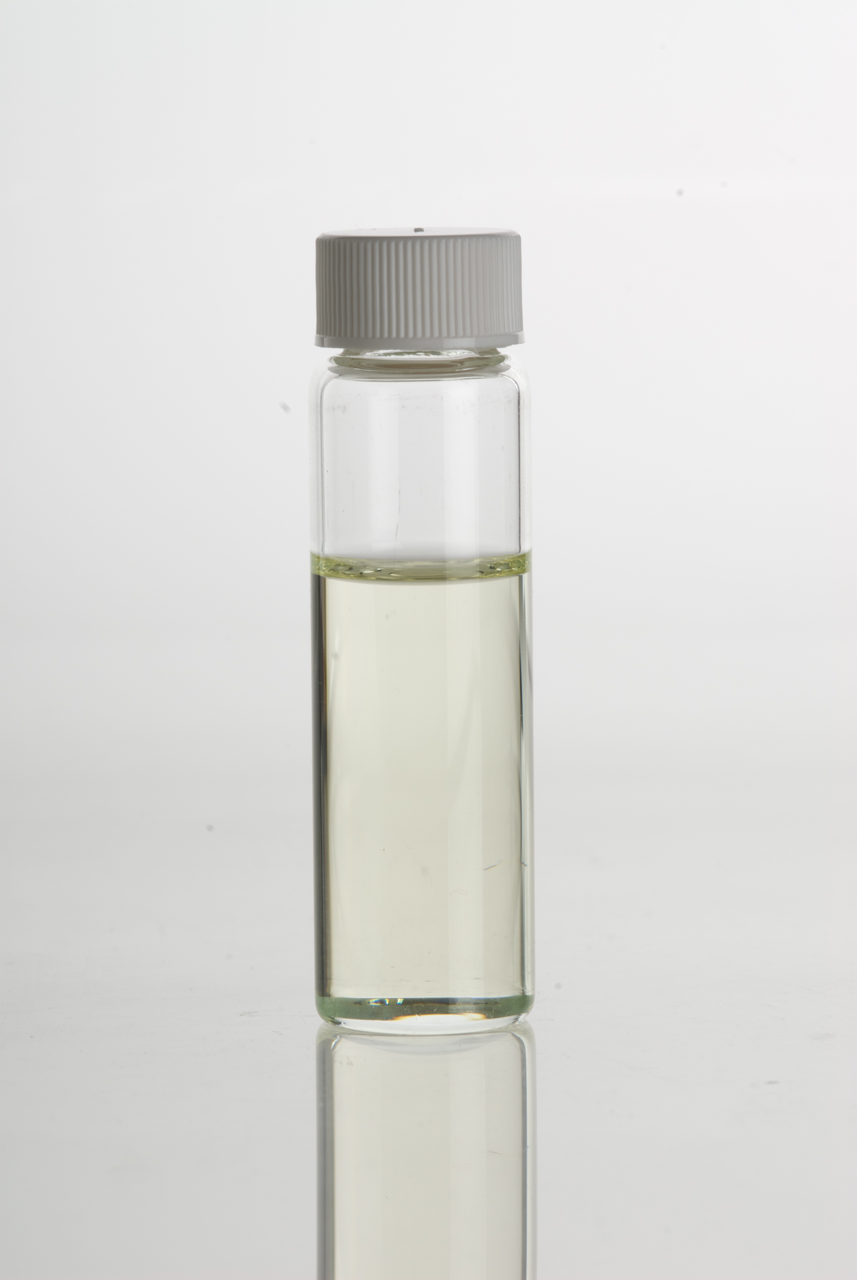

## Összetétele
Terpének, főleg mentol, menton és mentil-acetát (50-70%), 7-25% menton, 5-20% mentol-észter és 2,5-5% mentofurán mellett jazmon, cineol, piperidon, fellandrén, neomentol, izomenton, mentofurán, limonén, pulegon, α- és β-pinén, β-kariofillén és germakren.

### Gyógyhatása
Fokozza a nyáltermelést, spazmolitikus (görcsoldó), és antiszeptikus hatású. Hűsít, frissít, gyulladáscsökkentő, idegnyugtató, erősítő, görcsoldó.

## Felhasználása
Az illóolaj és a mentol gyakori alkotórésze a gargalizálószereknek, a köptető és a hörgők váladékát elfolyósító olajos inhalálószereknek és kúpoknak, valamint orr- és légzéskönnyítő mellkenőcsöknek, valamint fontos alkotórésze az antireumatikus hatású kenőcsöknek is.
A gyógyszerészeti technológiában a menta illóolajából mentaoldatot (Diluendum menthae), borsmentavizet (Aqua menthae piperitae) és mentaszirupot (Sirupus menthae) állítanak elő.

## Alkalmazása
Külsőleg viszketést csillapító hintőporok és kenőcsök alkotórésze, orr- és garatnyálkahártya gyulladásainak csökkentésére alkalmazzák. Szeszes oldata érzéstelenítő hatású, izomfájdalmak és reuma elleni bedörzsölők hatóanyaga. Sok borsosmentaolajat használ fel a gyógyszeripar fájdalomcsillapító bedörzsölőkhöz, gyógyszerek íz- és szagjavítására, hányinger elleni, idegnyugtató, köhögéscsillapító gyógyszerek készítéséhez. Enyhíti az alvási zavarok, fejfájás tüneteit. Fürdővízben izzadásgátló hatású.

## Ellenjavallt
A mentolt tartalmazó orrcseppek és ecsetelők kisgyermekeknél szív- és légzésbénulást okozhatnak, ezért ellenjavalltak.